# Pontinus helena
Pontinus helena är en fiskart som beskrevs av Eschmeyer, 1965. Pontinus helena ingår i släktet Pontinus och familjen Scorpaenidae. Inga underarter finns listade i Catalogue of Life.